# El somni de la Sultana
El somni de la Sultana (títol original en castellà, El sueño de la sultana) és una pel·lícula d'animació de coproducció hispanoalemanya estrenada el 2023 dirigida per Isabel Herguera i inspirada en el conte de ciència-ficció feminista Sultana's Dream escrit a Bengala el 1905 per la Begum Rokeya. S'ha subtitulat al català.

## Història
L'Inés és una jove donostiarra directora d'animació que es troba a Ahmedabad, on ha trencat amb el seu amant indi. En una llibreria de vell trobarà casualment el llibre Sultana's Dream. La seva lectura l'obsessiona i l'empentarà a fer un viatge iniciàtic a la recerca de l'utòpic "País de les Dones", un lloc lliure de patriarcat on les dones tenen el coneixement i, per tant, el poder.

## Estrena
La pel·lícula va ser presentada en la secció oficial del Festival Internacional de Cinema de Sant Sebastià de 2023.

## Producció
Es tracta d'una coproducció Espanya-Alemanya de les productores Sultana Films (Sant Sebastià), El Gatoverde Producciones (Madrid), Abano Producións (La Corunya), Fabian & Fred (Hamburg) i Uniko (Bilbao), amb la participació de l'ICAA, Govern Basc, Diputació Foral de Guipúscoa, RTVE, EITB, Movistar+, ARTE ZDF, Filmin, Tabakalera, Fons regionals d'Hamburg, Media Europa Creativa i Sexpe Nextgeneration EU. Ha estat distribuïda en streaming per Filmin.

## Premis
| Premi               | Dia de la cerimònia    | Categoria                              | Destinataris           | Resultat | Ref.  |
| ------------------- | ---------------------- | -------------------------------------- | ---------------------- | -------- | ----- |
| Premis Forqué       | 16 de desembre de 2023 | Millor pel·lícula d'animació           | El sueño de la Sultana | Nominat  | [ 5 ] |
| XI Premis Feroz     | 26 de gener de 2024    | Premi Feroz Arrebato de Ficció         | El sueño de la sultana | Pendent  | [ 6 ] |
| XXXVIII Premis Goya | 26 de gener de 2024    | Goya a la millor pel·lícula d'animació | El sueño de la sultana | Pendent  | [ 7 ] |